# Wieża ciśnień w Nurcu-Stacji
Wieża ciśnień w Nurcu-Stacji – wieża wodna znajdująca się w Nurcu-Stacji w powiecie siemiatyckim przy stacji kolejowej.

## Historia
Wieża powstała na przełomie XIX i XX wieku, ok. 1906 roku. W latach 2020–2021 przeprowadzono generalny remont obiektu sfinansowany ze środków Regionalnego Programu Operacyjnego Województwa Podlaskiego na lata 2014-2020. Od 2003 roku obiekt figuruje w Rejestrze Zabytków. Podczas remontu konserwator zabytków nie zgodził się na usunięcie unikatowego, nitowanego zbiornika na wodę. 